# 罗玛镇
罗玛镇（藏語：ལྷོ་མ་），是中华人民共和国西藏自治区那曲市色尼区下辖的一个乡镇级行政单位。

## 行政区划
罗玛镇下辖以下地区：
西热村、加贡村、达崩村、凯玛村、姆才村、哈热村、森森村、其色村、朵布村、曲果嘎姆村、获汤村、那格村、普拉村和鸟曲村。